# Discovery (Mike-Oldfield-Album)
Discovery ist ein Studioalbum des britischen Künstlers Mike Oldfield aus dem Jahr 1984.

## Entstehungsgeschichte
Die Idee, ein langes Instrumentalstück zusammen mit gesungenen Liedern auf ein Album zu bringen, hatte Oldfield bereits zuvor bei Platinum, Five Miles Out und Crises, später auch noch bei Islands und Heaven’s Open; allerdings ist The Lake diesmal an letzter Stelle und im Gegensatz zu den über 20-minütigen Werken der oben genannten lediglich 12 min 11 s lang.
Oldfield nahm das Album in der Schweiz auf und schrieb im Booklet: “Recorded in the Swiss Alps at 2000 metres within sight of Lake Geneva on sunny days” (deutsch: „Aufgenommen in den Schweizer Alpen, in 2000 Metern Höhe, an sonnigen Tagen mit Blick auf den Genfersee“); dieser See inspirierte ihn auch zu The Lake.
Mike Oldfield benutzte zur Aufnahme mehrere Gitarren, unter anderem eine Gibson SG und eine modifizierte Gibson Les Paul Junior. Als Synthesizer wurde eine Roland GR-300 und als Hauptinstrument ein Fairlight CMI eingesetzt.
Als Sänger beteiligten sich Barry Palmer von der deutschen Band Triumvirat und die schon von den Vorgängeralben QE2, Five Miles Out und Crises bekannte Maggie Reilly. Ironischerweise trafen sich die beiden trotz eines Duetts bei Tricks of the Light nie im Studio, die Parts wurden separat aufgenommen. Simon Phillips übernahm wieder das Schlagzeug und beteiligte sich an der Produktion des Albums.

## Titelliste

### Original (1984)
1. To France (gesungen von Maggie Reilly) – 4:37
2. Poison Arrows (gesungen von Barry Palmer) – 3:57
3. Crystal Gazing (gesungen von Maggie Reilly) – 3:02
4. Tricks of the Light (gesungen von Barry Palmer und Maggie Reilly) – 3:52
5. Discovery (gesungen von Barry Palmer) – 4:35
6. Talk About Your Life (gesungen von Maggie Reilly) – 4:24
7. Saved by a Bell (gesungen von Barry Palmer) – 4:39
8. The Lake (Instrumental) – 12:10

### Deluxe Edition (2016)
CD 1:
1. To France – 4:37
2. Poison Arrows – 3:57
3. Crystal Gazing – 3:02
4. Tricks of the Light – 3:52
5. Discovery – 4:35
6. Talk About Your Life – 4:24
7. Saved by a Bell – 4:39
8. The Lake – 12:10
9. To France (extended version) – 5:32
10. In the Pool – 3:40
11. Bones – 3:19
12. Afghan – 2:45
13. Tricks of the Light (instrumental version) – 3:56

CD 2 (The 1984 Suite):
1. To France – 4:47
2. The Lake – 13:43
3. The Killing Fields – 3:11
4. Étude – 4:39
5. The Royal Mile – 4:48
6. Zombies – 3:45
7. Discovery – 4:34

Videoalbum (The 1984 Suite / Music Videos):
1. To France (2015 5.1 surround mixes) – 4:47
2. The Lake (2015 5.1 surround mixes) – 13:43
3. The Killing Fields (2015 5.1 surround mixes) – 2:44
4. Étude (2015 5.1 surround mixes) – 4:37
5. The Royal Mile (2015 5.1 surround mixes) – 3:36
6. Zombies (2015 5.1 surround mixes) – 3:45
7. Discovery (2015 5.1 surround mixes) – 4:30
8. To France (original promotional video) – 4:28
9. Étude (original promotional video) – 3:22
10. Tricks of the Light (original promotional video) – 3:54

## Kommerzieller Erfolg

### Chartplatzierungen
Das Album erreichte in Großbritannien Platz 15 der Albumcharts. In Deutschland erreichte das Album die Top-Position und blieb dort für neun Wochen. Die Single To France erreichte Platz 6. Auch in der Schweiz erreichte das Album die Top-Position, in Österreich stieg es bis Platz 3.
| ChartsChartplatzierungen     | Höchstplatzierung | Wochen |
| ---------------------------- | ----------------- | ------ |
| Deutschland (GfK)            | 1 (34 Wo.)        | 34     |
| Österreich (Ö3)              | 3 (19 Wo.)        | 19     |
| Schweiz (IFPI)               | 1 (28 Wo.)        | 28     |
| Vereinigtes Königreich (OCC) | 15 (16 Wo.)       | 16     |

| ChartsJahrescharts (1984) | Platzierung |
| ------------------------- | ----------- |
| Deutschland (GfK)         | 6           |
| Österreich (Ö3)           | 12          |
| Schweiz (IFPI)            | 5           |

### Auszeichnungen für Musikverkäufe
| Land/Region                  | Auszeichnungen für Musikverkäufe (Land/Region, Auszeichnung, Verkäufe) | Verkäufe |
| ---------------------------- | ---------------------------------------------------------------------- | -------- |
| Deutschland (BVMI)           | Gold                                                                   | 250.000  |
| Frankreich (SNEP)            | Gold                                                                   | 100.000  |
| Spanien (Promusicae)         | Platin                                                                 | 100.000  |
| Vereinigtes Königreich (BPI) | Gold                                                                   | 100.000  |
| Insgesamt                    | 3× Gold · 1× Platin ·                                                  | 550.000  |